# Olympische Jugend-Winterspiele 2016/Teilnehmer (Moldau)
| Gelbes Symbol für Goldmedaillen mit stilisierten Olympischen Ringen | Graues Symbol für Silbermedaillen mit stilisierten Olympischen Ringen | Braundes Symbol für Bronzemedaillen mit stilisierten Olympischen Ringen |
| ------------------------------------------------------------------- | --------------------------------------------------------------------- | ----------------------------------------------------------------------- |
| —                                                                   | —                                                                     | —                                                                       |

Die Republik Moldau nahm an den Olympischen Jugend-Winterspielen 2016 in Lillehammer mit zwei Athleten in zwei Sportarten teil.

## Sportarten

### Rennrodeln
| Athleten      | Wettbewerb | Durchgang 1 | Durchgang 1 | Durchgang 2 | Durchgang 2 | Gesamt       | Gesamt |
| Athleten      | Wettbewerb | Zeit        | Rang        | Zeit        | Rang        | Zeit         | Rang   |
| ------------- | ---------- | ----------- | ----------- | ----------- | ----------- | ------------ | ------ |
| Jungen        |            |             |             |             |             |              |        |
| Leonard Cepoi | Einsitzer  | 48,656 s    | 9           | 48,580 s    | 9           | 1:37,236 min | 9      |

### Skilanglauf
| Athleten          | Wettbewerb       | Qualifikation | Qualifikation | Viertelfinale      | Viertelfinale      | Halbfinale         | Halbfinale         | Finale             | Finale             |
| Athleten          | Wettbewerb       | Zeit          | Rang          | Zeit               | Rang               | Zeit               | Rang               | Zeit               | Rang               |
| ----------------- | ---------------- | ------------- | ------------- | ------------------ | ------------------ | ------------------ | ------------------ | ------------------ | ------------------ |
| Jungen            |                  |               |               |                    |                    |                    |                    |                    |                    |
| Cristian Bocancea | Cross            | 3:34,37 min   | 39            |                    |                    | nicht qualifiziert | nicht qualifiziert | nicht qualifiziert | nicht qualifiziert |
| Cristian Bocancea | Sprint klassisch | 3:48,01 min   | 47            | nicht qualifiziert | nicht qualifiziert | nicht qualifiziert | nicht qualifiziert | nicht qualifiziert | nicht qualifiziert |
| Cristian Bocancea | 10 km Freistil   |               |               |                    |                    |                    |                    | 27:49,7 min        | 39                 |